# Juin 2009 en sport
Pour un article plus général, voir 2009 en sport.
Cette page concerne l'actualité sportive du mois de juin 2009.

## Principaux rendez-vous
- 24 mai au 7 juin : Internationaux de France de tennis 2009 à Paris.
- 5 au 21 juin : ICC World Twenty20 2009.
- 6 et 10 juin : Tours préliminaires de la coupe du monde de football 2010.
- 7 juin : Grand Prix automobile de Turquie 2009.
- 12 au 14 juin : Rallye de l'Acropole 2009.
- 13 et 14 juin : 24 heures du Mans 2009.
- 13 au 21 juin : Tour de Suisse 2009.
- 14 juin : Grand Prix moto de Catalogne.
- 14 au 28 juin : Coupe des confédérations 2009 en Afrique du Sud.
- 18 au 21 juin : US Open de golf 2009.
- 20 juin : finale des Championnat de France de basket-ball de Pro A 2008-2009.
- 21 juin : Grand Prix automobile de Grande-Bretagne 2009.
- 22 juin au 5 juillet : Tournoi de Wimbledon 2009.
- 26 au 28 juin :
  - Rallye de Pologne.
  - Championnat de France Billard 3 Bandes à Schiltigheim.
- 26 juin au 5 juillet : Jeux méditerranéens 2009.
- 27 juin : Grand Prix moto des Pays-Bas.

## Chronologie

### Mardi 2 juin
- Hockey sur glace : finale de la Coupe Stanley 2009 de la Ligue nationale de hockey entre Red Wings de Détroit et Penguins de Pittsburgh. Pittsburgh 4-2 Détroit, Détroit mène la série 2-1.

### Jeudi 4 juin
- Hockey sur glace : finale de la Coupe Stanley 2009 de la Ligue nationale de hockey entre Red Wings de Détroit et Penguins de Pittsburgh. Pittsburgh 4-2 Détroit, la série est à égalité 2-2.

### Samedi 6 juin
- Hockey sur glace : finale de la Coupe Stanley 2009 de la Ligue nationale de hockey entre Red Wings de Détroit et Penguins de Pittsburgh. Détroit blanchit Pittsburgh 5-0 et mène la série 3-2.

### Dimanche 7 juin
- Tennis : Roger Federer gagne les internationaux de France.

### Mardi 9 juin
- Hockey sur glace : finale de la Coupe Stanley 2009 de la Ligue nationale de hockey entre Red Wings de Détroit et Penguins de Pittsburgh. Pittsburgh 2-1 Détroit, la série est à égalité 3-3.

### Mercredi 10 juin
- Cyclisme : L'Union cycliste internationale (UCI) annonce l'ouverture de procédures disciplinaires à l'encontre de coureurs après examen de leur passeport biologique.

### Jeudi 11 juin
- Football : Record absolu dans l'histoire du football pour le transfert de l'attaquant portugais Cristiano Ronaldo depuis le Manchester United vers le Real Madrid, pour une somme de 80 millions de livres (93 millions d'euros).

### Vendredi 12 juin
- Hockey sur glace : finale de la Coupe Stanley 2009 de la Ligue nationale de hockey entre Red Wings de Détroit et Penguins de Pittsburgh. Pittsburgh remporte le match, la série et la Coupe sur le score de 2-1 dans la salle des Red Wings. Maxime Talbot inscrit les deux buts pour les Penguins au cours du deuxième tiers temps alors que Détroit réduit l'écart par l'intermédiaire de Jonathan Ericsson à sept minutes de la fin. Malgré une présence importante des Red Wings devant les buts des Penguins aux dernières secondes du match, Marc-André Fleury arrête les derniers tiers et offre la victoire aux siens. Pittsburgh remporte sa troisième Coupe Stanley.

### Dimanche 21 juin
- Water-polo : à Podgorica (Monténégro), l'équipe masculine du Monténégro gagne la finale de la Ligue mondiale contre l'équipe de Croatie.

### Jeudi 25 juin
- La double championne olympique allemande Britta Steffen a battu le record du monde du 100 m nage libre améliorant le temps de l'Américaine Trickett (52s88).

### Samedi 27 juin
- Natation : La double championne olympique allemande Britta Steffen a battu son propre record du monde du 100 m nage libre en 52,56 secondes lors des championnats d'Allemagne de natation. Elle reconnait que sa nouvelle combinaison —- une Adidas Hydrofoil homologuée lundi par la FINA - était pour beaucoup dans sa performance.
- Natation : La nageuse italienne Federica Pellegrini a battu le record du monde du 400 m nage libre en 4 min 43 s aux Jeux Méditerranéens, détenu par la Britannique Joanne Jackson en 4 min 66 s.
- MotoGP : Le coureur motocycliste italien Valentino Rossi (Yamaha) a remporté sa 100e victoire en course MotoGP lors du Grand Prix des Pays-Bas à Assen.

### Dimanche 28 juin
- Football : Le Brésil, tenant du titre, a remporté la sixième Coupe des confédérations en battant 3 à 2 les États-Unis, après une finale à rebondissements, à Johannesbourg. Le Brésil remporte sa troisième Coupe des confédérations, après celles de 1997 et 2005.